# 高校生のコメロンパン
高校生のコメロンパン（こうこうせいのコメロンパン）は、熊本県立鹿本農業高等学校の生徒らが2008年に開発した、米粉（こめこ）を用いたメロンパン（菓子パン）である。古木家が製造、阿蘇デリシャスが販売する。
「高校生のコメロンパン」は、日本の米の消費を向上させることを目的とし、動物タレントの「パンくん&ジェームズ」とタイアップして、日本各地で販売し、日本全国に米粉食品をアピールした。この取り組みは「日本学校農業クラブ連盟全国大会 食料の部」において「最優秀賞」「農林水産大臣賞」のダブル受賞を2年連続で受賞した。阿蘇デリシャスも「日本ものづくり大賞」を受賞している。

## 開発
米粉（こめこ）製のメロンパンは、コメの消費拡大と、地産地消をモットーに、2008年に、熊本県立鹿本農業高校の食品加工部に在籍した3年生10人のグループ（農業クラブ）が開発した。

### グループの取り組み
「高校生のコメロンパン」にたどり着くまで約5年の歳月がかかっている。

#### 初期
2004年度に、グループは、日本の食料自給率が約40%と低く推移する中において、国民1人が1日に食べる食事のうち、ロールパン1/5個に当たる約7グラムの小麦粉食品を米粉食品に切り替えれば、その食料自給率は1ポイント向上する（17万トン分）と知り、日本の食料自給率の向上に貢献するために、米粉の食品（パンなど）の開発に着手する。
当時は、2011年現在のような“米粉の製粉技術”がなく、また先生も生徒も素人であったため、開発はうまくいかず、地元で農薬・化学肥料を使用せずに栽培された黒米を利用した「味彩（あじさい）パン」を開発したり、2005年には地元の茶を使用した「ヘルティパン」（ヘルシー（健康）とティー（茶）から生徒が命名）を開発し、ともに校内などで自主販売をしたが、これらの製品で「日本学校農業クラブ連盟全国大会」に出場しても県予選での敗退が続いた。

#### コンビニエンスストア
2006年度に高校生グループは、子供から老人まで人気がある商品を作ろうと企図し、高校生らの地元・熊本の有機野菜を用いたカレーパン「らいすカレーパン」を開発する。また、ヘルティパンを改良し、地元産の茶粉（茶葉）を用い、中にあんこを入れた米粉製のあんパン「あんてぃーくパン」も開発した。
この「らいすカレーパン」は商品化できそうな出来栄えだったため、地元のコンビニエンスストアチェーンの「エブリワン」で販売できないかを企業と相談し商品化にもちこみ、熊本県内60店舗で2週間限定の販売を行って、計6万個を売ることに成功する。
2007年度は、エブリワンの九州地方全店舗238店での米粉パンの販売を目指して、エブリワンの製品開発担当者と協議を行いながら菓子パンの改良に取り組み、鹿児島県産の黒豚と九州域内で生産された野菜を具材にした新しい「らいすカレーパン」と、岳間茶（鹿北町）をブレンドした「あんてぃーくパン」（あんパン）の2種類を、米粉と佐賀県産の小麦粉を用いて、パンのふっくら感と米粉のモチモチ感を活かしたパン作りを目指し、「米粉パン九州バージョン」として完成させる。
6月に20日間の期間限定販売を実現させ、計14万個を販売する。
また、地元食材（トマトなど）を用い、熊本城築城400年祭のキャラクター「ひごまる」をイメージした“米粉ピザ=肥後まるピザ”を開発し、隣接する鹿本商工高校機械科3年生が制作した「移動式石釜」を使って実演販売しながら米粉製品の普及に努め、これもエブリワンから12月に販売されている。
これらはエブリワンと共同で商品化を行い、九州・沖縄地域で計21万個を販売しており、それまでにコメを4トン消費することに成功している。
この米粉の菓子パン類はマスコミにしばしば取り上げられたため、店には行列ができることもあった。
そこで販売エリアを高校生らの地元・熊本から九州全域にまで拡大し、そして日本全国への進出も試みたが、いずれも期間限定の販売であったため、「いつどこで売っているのか」との消費者からの問い合わせが増えてきていた。各地での期間限定の販売ではなく、恒常的に全国で売るには、数量が揃う新たな食材が必要となり、鹿本町で有数の生産量を誇るメロンを用いる試みにつながる。

#### メロンと米粉のパンへ
2008年度には、九州だけではなく、日本全国に普及（販売）しうる製品を開発すると意図し、高校生らの地元・鹿本町名産のメロンと、熊本産の米粉を用い、メロンの果汁を使った米粉製のメロンパンを企画する。
着眼点は、グループの部員が「メロンパンには、どうしてメロンが入っていないのか?」と疑問に感じたことだった。
高校生グループは本物のメロンを使うメロンパンを目標に設定した。米粉のパン生地と混ぜるメロン果汁の分量の研究を行ったが、パンにメロンを用いると、色が悪くなったり、香りがなくなったりと、失敗作の連続で、実現は困難を極めた。高校生らの試行錯誤の過程は、エイ出版社の『Discover japan』が次のように記している。
高校生らは試行錯誤を重ねたが簡単にはいかず、8か月間に25回の試作を行い、失敗が続いたのはメロンを生地に入れるからと分析し、逆転の発想で「メロン果汁入りの白玉団子をパンに封じ込める」という案にたどりつき、メロンの風味を生かすことを思いつく。パンのふくらみ具合とメロンの風味の、絶妙のバランスを取ることに成功した
最終的に、「メロン果汁入り求肥（ぎゅうひ・白玉団子とメロンクリーム）を“あん”として入れるメロンパン」の完成にこぎつけている。このパンづくりはとてもハードルの高いものだったため、高校生グループの研究資料は最終的に厚さ10センチのファイル2冊分にも及んだ。のちのプレゼンテーションのためのデータ整理も大変で、途中で投げ出したくなるほどだったと高校生は語った。

### 完成品
最終的なコメロンパンの特性は以下のようになった。
1. 上生地は、抹茶でメロン色に仕上げ、メロン果汁入り小麦粉製クッキー生地でつくる[2]。
2. 中生地は、「ヒノヒカリ」の米粉8割の生地で構成する[13][14]。
3. あんとしてメロン果汁を用いた求肥（ぎゅうひ:ここではカスタードクリーム）が入る[2]。
4. カスタードクリームの中に、メロン果汁入りの白玉団子を封入する[2]。
5. 焼きあがると表面は小麦粉でさくさく、中は米粉でもちもち、白玉がメロンのテイストを出すという食感を創出する[2][1]。
6. 通常のメロンパンより低カロリー、低脂肪に抑えている[2]。

パン製造元の「古木家」（阿蘇市）のパン職人（ブーランジェ）から助言を受け、コメロンパンの中身のメロンのカスタードクリームの中に、メロン・テイストの白玉を入れるアイディアが用いられている。高校生らは、白玉が高温で硬くなる性質をもつため、その回避法を古木屋に尋ね、古木屋はこのアイディアを伝授した。これをうけて、高校生らは、果汁と白玉、そして焼き加減の3つのバランスを何度も探り、水分の蒸発と熱の伝わり方を調整している。
2008年までには米粉の製粉技術が向上したため、「お客さんからは、米粉はパンに不向きだと思ったが、おいしいという声を聞いています」と、店舗で小売りをした高校生が述べている。
『読売新聞』は、「実際にメロンの果汁を加えたパンは珍しいそうで、地元のパン工場に委託して製造を始めると、香りや味が評判になった」と、報じている。
『ちいきのきずな』は、「（メロンパンの）色にもこだわり、メロンのきれいな色が出ていて、半分に切ると、赤肉のメロンの色と、青肉のメロンの色がつき、切った瞬間にふわっとメロンの香りが広がる」という趣旨を報じている。
なお、鹿本農高ブランドとして2009年2月にコメロンパンの「コメロン」に商標が認められている。

## 販売

### 「パンくん&ジェームス」とのタイアップ
高校生らは製品には自信があったが、全国での知名度はないと考え、知名度アップのために、阿蘇市にある動物園「阿蘇カドリー・ドミニオン」の、テレビの全国放送で人気のある「チンパンジーのパンくんとブルドッグのジェームズ」とのタイアップを企図し、カドリードミニオンの子会社「阿蘇デリシャス」を訪ねた。高校生らは米粉のメロンパンをプレゼンテーションしたところ、「高校生の皆さんの夢をかなえましょう!」と、カドリー・ドミニオンの小笠原徹朗社長（阿蘇デリシャス社・会長）に、パンくん&ジェームスとタイアップを快諾させることに成功した。のちに小笠原社長は次のように考えたと語った。
「地元の素材で、全国展開」を夢見ていたオーナーと意見が一致したのである。
また、阿蘇デリシャス社の常務取締役は「小麦粉と米粉の生地、そしてだんごという加熱温度の異なる素材の組み合わせは、パンのプロにはない斬新な発想。食味もよい!」と感嘆している。
しかしそれは量産化に向けて高い技術が必要なことを意味し、長く愛される商品として育てるには、パッケージデザインをはじめ、さらに付加価値が必要となった。

### 阿蘇デリシャス
高校生グループは、阿蘇デリシャス社を販売元としてコメロンパンを販売することになり、今度は販売に関わる業者らとさまざまな打ち合わせを行うことになった。「パンくん&ジェームズ」を包み袋の商品キャラクターにすることや商品名についてなど、継続して利益を確保できる商品にするために、打ち合わせが続いた。
このことは、高校生らが、商品開発での利益計算や商慣行を学ぶ絶好の機会となったと、教諭が評価している。
高校生グループの当初の製品名は「コメロンパン」だったが、阿蘇デリシャス社に助言を受け、「高校生のコメロンパン」という商品名に定まった。
商品パッケージに「パンくん」を用いることが定まったのもこの頃である。
パンくんには「モチモチ感がたまらなーい!」、ジェームズには「これはうまい!」と吹き出しもつくことになった。
また、阿蘇デリシャス社の小笠原邦子社長は「コメロンパン」はパンくんの「パン」から由来すると述べている。
のちに阿蘇デリシャス社が農林省に提出した資料では、「高校生のコメロンパン」の主な広告宣伝は2008年8月から2009年3月までに22回行われ、うち全国放送のテレビ中継を複数回行っている。
また、2009年1月15日には熊本出身のタレント「スザンヌ」が自ブログにおいて「コメロンパンはお米で作られて、もっちもちで超美味しい」とコメロンパンに言及し、さらに同年2月8日にも『熊本日日新聞』紙上の『スザンヌ県宣伝部長 目立ってますョ』においてもコメロンパンに言及している。

### 製造・販売
高校生グループと阿蘇デリシャス（阿蘇市）は、阿蘇市内のパン屋「古木家」へ「高校生のコメロンパン」の製造委託に成功し、古木家のパン職人（ブーランジェ）の監修のもと、高校生らも古木屋でパン製造を行い、高校生らは、熟練のパン職人（ブーランジェ）の協力で、安定した商品を供給を可能にすることに成功した。古木家の古木大次郎社長は「米粉パンは熟成させすぎると硬くなる。調整は難しかった」と、のちに話している。
「高校生のコメロンパン」は、2008年8月13日に熊本県の鶴屋（つるや）百貨店で7日間の期間限定販売が実現する。そして1日1,300個を完売し、計8,880個を販売した。
これについて、取材した『日本農業新聞』は「飛ぶように売れた」と報じている。この時点で年間販売目標は20万個と定められた。
また、9月からコンビニエンスチェーンエブリワンの九州地方全店において、姉妹品の「らいすメロンパン」（下記参照）が販売され始めた。
一方、コメロンパンは、9月まで鶴屋百貨店（熊本市）とカドリー・ドミニオンの2か所での販売だったが、販売拠点の拡大に成功し、同年10月に横浜市の東急百貨店たまプラーザ店の九州物産展に登場し、関東進出を果たし、毎日1,000個ペースで1週間販売することに成功した。これを「全国デビュー」と『日本農業新聞』は伝えている。
このため、翌11月から東急百貨店本店の東横店で定番商品として取り上げられることになった。
この東京進出の際の東京のバイヤーとの打ち合わせには高校生らも出席し、高校生自身は苦手ながらもバイヤーへのプレゼンテーションを行っている。
商品の東京進出が果たされ、コメロンパンは発売4カ月間で7万個を売り上げる商品となった。
なお、販路拡大は、阿蘇デリシャス社の野田常務が行い、価格競争に巻き込まれぬよう百貨店が主体となっている。また、コメロンパンは熊本のパン屋から東京へ空輸されている。

### 本格製造
販売開始から4か月後の2008年11月には、高校生グループは生産と流通と人材の欠如を認識した。泗水（しすい）の空き店舗での製造を阿蘇デリシャス社と古木屋に打診し、4か月に渡る「工場設立プロジェクト」が行われる。
そして、2009年4月から岡山県の百貨店天満屋を始め日本各地の百貨店などに販路が拡大されることが決まると、それに合わせて両社が増産を決定する。
高校生らが開発したコメロンパンのレシピを両社に提供する代わりに、菊池市泗水町に工房（泗水（しすい）工場）が3月29日に開設したのである。
この工場は年間20万個の生産ができるため、約9トンの米消費となると高校生らは公表している。
また、地方経済誌は、新しい工房の生産量はそれまでの2倍に拡大され、年間生産量40万個となったと伝えた。
さらに、2009年の『読売新聞』は「当初は月約6,000個だった販売数が、今は2万個近い」と報じている。
2010年の『フード・アクション・ニッポン』は、スーパーの空き店舗を利用した米粉パン専用工場は、年間30万個の生産を可能にしていると公表している。また同時に、高校生らの原価計算では、新工場で20万個を生産すると、利益率が15%向上し、47%になるとも試算している。
「高校生のコメロンパン」は日本各地に販路が拡大していき、また、高校生らも参加しての百貨店での物産展などもあった。
2010年の『熊本日日新聞』は、「高校生のコメロンパン」が大丸や伊勢丹などにも販路が拡大し、約1年半で27万個を出荷する「大ヒット」と書き、使った米粉は計12トンにのぼったと、報じている。
地域雑誌社のインタビューで、カドリー・ドミニオンの小笠原徹朗社長は、高校生らについてこう語った。

### その後
「高校生のコメロンパン」は年間25万個を売る商品となったが、販売は百貨店中心であり、米粉を広く普及させる意味から、新しい専門店が必要となった。そのため、2012年3月に阿蘇デリシャス社は、熊本市の新市街地アーケード「サンロード新市街」の一角に、熊本県PRキャラクター「くまモン」が目印の、米粉フード販売店「マウンドワーサ」を開設して、「高校生のコメロンパン」をはじめとした米粉食品の普及を図っている。

## 受賞
2008年の『日本農業新聞』は、「農高生が開発した米粉加工品は各地にありますが、全国販売までこぎつけるのは珍しい」と報じている。その取り組みを高校生グループは全国大会で発表した。
大会では高く評価され、第59回（2008年）の「日本学校農業クラブ連盟全国大会 食料の部」で、農林水産大臣賞と最優秀賞をダブルで受賞した。これは、通称“農業高校生の甲子園”で日本一になったことを意味している。
大会の審査員は「5年間の米粉開発の取り組みが素晴らしく、年々の開発進化と販路拡大は高校生らしい挑戦として、日本農業に元気を与えてくれた」と評価している。
受賞に際して、高校生らは次のように語った。「私たちの研究をきっかけに、もっと米を食べてもらえたらうれしい」、「これまでの苦労が報われてうれしかった。この日本一は、コメロンパン開発に取り組んだ人たちと一緒にとった賞だと思います」と。
2008年12月5日には、高校生らは蒲島郁夫熊本県知事を表敬訪問する栄誉をうけ、また県知事に試食してもらい「これはおいしいですね。パンというよりケーキという感じですね」との感想を得ている。
翌2009年の、第60回「日本学校農業クラブ連盟全国大会 食料の部」でも、続けての取り組みを発表し、2年連続で農林水産大臣賞と最優秀賞をダブル受賞をした。参加した高校生は「2連覇できるとは思わなかったので驚いています」と感想を述べている。同年、阿蘇デリシャス社も「第3回日本ものづくり大賞」を受賞している。
2010年、「フード・アクション・ニッポン アワード2010」をも受賞した。受賞に際して、高校生は「私たちの取り組みは決して一過性のものではなく、伝統的に継続していくプロジェクトです」と述べている。

## 影響

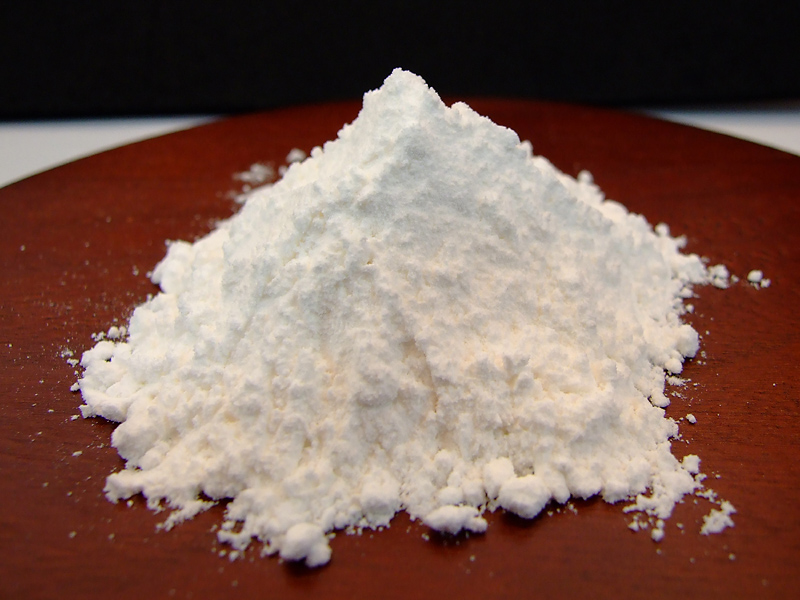
米粉

日本農業新聞は2010年に、「鹿本農高といえばコメロンパン」と言われるほど認知度も上がったと報道している。
2008年には早くも日本農学アカデミーのシンポジウムでの講演『森林と農用地の一体的機能発揮による食料の安全保障－政府に対する提言』の中において、「（高校生らが）「コメロンパン」というものを作ったのですが、そういうことによって米粉の利用が増える」〔ママ〕と語られている。また、2010年2月8日には、熊本県知事が、東京において熊本県内の特産品をトップセールスする際にも、「高校生のコメロンパン」は特産品に選ばれ、『くまもとブランド』（『航空便利用くまもとブランド開発事業』）にも選ばれている。

### さまざまな影響
「高校生のコメロンパン」が2009年に増産が決まり、菊池市泗水（しすい）に新工場を建てる際に、企業はコメロンパンの製造技術の継承者として、鹿本農業高校の卒業生を工場で雇用したが、それを『熊本日日新聞』は、（コメロンパンへの取り組みが）「雇用の受け皿と指導者養成という次のステージに踏み込んだ」と報じている。
さらに、高校生らの地元・山鹿市では、2010年頃の「次世代育成支援計画」の資料の中の、コラム『コメロンパン誕生秘話 〜夢の実現に向けて〜』において、青少年育成支援の実例として取り上げている。
また、文部科学省でも2012年の審議会において「専門学科等における職業教育の充実」の事例として取り上げている。
平成20年度の『農業白書』（農林水産省）では、「全国各地で進む米粉を使った商品開発等の取組」の事例として取り上げられ、島根県農畜産振興課では、阿蘇デリシャス社の常務を講師として、2011年に「加工用米・米粉用米等利用拡大推進セミナー」を行い、またコメロンパンの試食も行っている。
農林水産省九州農政局は、熊本市内で、古木屋の社長（ブーランジェ）を講師として、2013年の「米粉利用拡大セミナー」を行った。
国会では木原稔衆院議員が、2009年3月の衆議院農林水産委員会において、「米トレーサビリティー法案」（米関連3法案のひとつ）を審議する際に、米粉パンを例に出し、「高校生が米粉でつくったコメロンパンというメロンパンが民間団体の賞をいただき、今コンビニエンスで非常に売れ、品薄である。（米粉パンは）民間の努力によって、これまで地道ではあるが少しずつ普及をし、この法案をきっかけに一気に普及が拡大することを心から望んでいる」とする趣旨を発言し、コメロンパンを米粉製品の例示としている。
また、熊本県議会でも、2009年3月の予算折衝の際に、「農産加工研究開発事業において、コメロンパンの開発指導などの米粉の利活用促進などに取り組んでいる」とする趣旨で、米粉推進への取り組みの例示として扱われている。
国土交通省九州地方整備局では、2009年の『阿蘇・竹田地域生活圏調査検討会』で用いた資料に、「地域住民アイデア商品開発（新たな産業分野の創出）」の実例に『地域ブランド』として取り上げており、
内閣府においては、食育について、2010年度の『食育月間以外の取組実績』を公表し、コメロンパンを発案した熊本農高の講演があった「第3回食育推進くまもと県民大会」を取り組み例としている。
このほかに、久塚智明・岐阜女子大学特別客員教授が、東京で行われた2011年の食育シンポジウム『日本食と健康長寿』（農林水産省関東農政局）においても、
また、フード・アクション・ニッポン推進本部が、青森県農産園芸課が行った2012年の「水田農業推進フォーラム」においても、それぞれコメロンパンが言及されている。

## 受賞一覧

### 鹿本農高
- 2007年 - 第36回「日本農業賞」 特別部門「食の架け橋賞」 「特別審査員賞」（高校生初） - 古代米や岳間茶、地場産野菜を活かした米粉製品の開発に当たり、企業や行政、学校間の連携を密にした取組が「地域農業のセンター的役割」を果たしていると評価[7]。
- 2008年 - 第59回「日本学校農業クラブ連盟全国大会」 食料の部 最優秀賞/農林水産大臣賞「がんばる高校生!食料自給率の向上をめざして〜新たな米粉製品の開発と普及に関する研究〜」[2]
- 2009年 - 第60回「日本学校農業クラブ連盟全国大会」 食料の部 最優秀賞/農林水産大臣賞[29]
- 2010年 - 「フード・アクション・ニッポン アワード2010」 コミュニケーション・啓発部門 優秀賞 - 地域企業と連携した米粉商品の開発と地域貢献プロジェクトを評価[8]。

### 阿蘇デリシャス
- 2009年 - 第3回「日本ものづくり大賞」 青少年支援部門 九州経済産業局長官賞 - 高校生が発案した米粉メロンパンの商品化支援（若者ものづくり人材の育成支援）を評価[3]。
- 2011年 - 第7回「くまもと食品科学研究会大賞」 最優秀賞 - 地域の農高生のアイデアと地域のパン製造業者の連携により、地元産のメロン果汁を使用した白玉団子や米粉を使用したメロンパンであることから、独創性や地域性が評価されたことによる[48]。

## 鹿本農高の姉妹品
以下はコメロンパン以外の米粉製品の一覧である。
らいすカレーパン
米粉のカレーパン。カロリーが牛肉の約3分の1の熊本特産馬肉入り米粉パン。エブリワンと共同開発。
あんてぃーくパン
茶を用いた米粉のあんぱん。エブリワンと共同開発。
ひごまる米粉ピザ
熊本産の小麦、トマト、コーンを用いた米粉のピザ。エブリワンと共同開発。
らいすメロンパン
2008年9月に、高校生らがエブリワンと共同開発した米粉パン。「高校生のコメロンパン」のレシピをもとに、エブリワンが一部変更して商品化。
ウォーターコメロンパン
スイカパン。スイカ果汁と赤米、ほうれん草を使用。熊本県はスイカの日本一の生産量であるため、JA鹿本からの依頼された。ガンや生活習慣病に予防効果のあるリコピンが0.51mg含まれる。
高校生のコメロンクッキー
米粉の手作りクッキー。高校生のコメロンパンに続いて2度目のパンくんとジェームズのタイアップ製品。新幹線のみやげものとして高校生グループが2010年に開発。
高校生のくまモンロール
くまモンをモチーフにした米粉のロールケーキ。竹炭で着色している。熊本県の「米粉フードコンテスト2011」 一般部門 最優秀賞受賞。